# Serguei Makarenko
Serguei Makarenko –en ruso, Сергей Макаренко– (Krivói Rog, URSS, 11 de septiembre de 1937) es un deportista soviético que compitió en piragüismo en la modalidad de aguas tranquilas. 
Participó en los Juegos Olímpicos de Roma 1960, obteniendo una medalla de oro en la prueba de C2 1000 m. Ganó una medalla de oro en el Campeonato Mundial de Piragüismo de 1963, y dos medallas de oro en el Campeonato Europeo de Piragüismo en los años 1961 y 1963.

## Palmarés internacional
| Juegos Olímpicos   | Juegos Olímpicos   | Juegos Olímpicos | Juegos Olímpicos |
| Año                | Lugar              | Medalla          | Evento           |
| ------------------ | ------------------ | ---------------- | ---------------- |
| 1960               | Roma (Italia)      | Medalla de oro   | C2 1000 m        |
| Campeonato Mundial |                    |                  |                  |
| Año                | Lugar              | Medalla          | Evento           |
| 1963               | Jajce (Yugoslavia) | Medalla de oro   | C2 10 000 m      |
| Campeonato Europeo |                    |                  |                  |
| Año                | Lugar              | Medalla          | Evento           |
| 1961               | Poznań (Polonia)   | Medalla de oro   | C2 10 000 m      |
| 1963               | Jajce (Yugoslavia) | Medalla de oro   | C2 10 000 m      |